# I'm Not Dead
I'm Not Dead (срп. Нисам мртва) је је четврти албум америчке певачице Пинк објављен 4. априла 2006. у Северној Америци. Албум садржи неколико веома личних песама, али исто тако на њему се налазе композиције у којима Пинк критикује политку своје земље. Албум је требало да наоси назив Long Way to Happy (срп. Дуг пут до среће) по истоименој песми, али се Пинк одлучила за I'm Not Dead, с обзиром да је ово био албум којим се она вратила на музичку сцену након 3 године.
Са албума се издвојило чак седам синглова: Stupid Girls, Who Knew, U + Ur Hand, Nobody Knows, Leave Me Alone (I'm Lonely), Dear Mr. President и Cuz I Can. До сада је продато преко 6.6 милиона примерака албума широм света а албум је у Аустралији достигао десетоструко платинаст тираж.

## Листа песама
1. „“ - 3:17
2. „“ - 3:28
3. „“ - 3:49
4. „“ - 3:59
5. „“ - 4:3 (са Иниго девојкама)
6. „“ - 3:46
7. „“ - 3:43
8. „“ - 3:18
9. „“ - 3:34
10. „“ - 4:23
11. „“ - 4:42
12. „“ - 3:55
13. „“ - 3:50
14. „“ - 3:18
15. „“ - 3:44
16. „“ - 3:30 (са Џејмсом Муром)